# N34 (Niger)
Die N34 oder RN34 ist eine hochrangige Straße vom Typ Nationalstraße (französisch route nationale) in der Region Zinder in Niger.

## Verlauf und Charakteristik
Die N34 ist insgesamt 187,5 Kilometer lang. Sie beginnt im ländlichen Gemeindegebiet der Regionalhauptstadt Zinder, wo sie von der N11 abzweigt. Sie führt durch die Dörfer Garin Malam Gona, Bilmari, Bargouma und Bourbourwa sowie durch den Gemeindehauptort Albarkaram, bis kurz vor dem Dorf Kassama rechts die Route 752 aus dem Gemeindehauptort Zermou einmündet. Nach dem Dorf Doufoufouk Haoussa quert die N34 das Trockental Zermou und erreicht den Gemeindehauptort Damagaram Takaya. Dort mündet rechts die Route 727 aus der Stadt Mirriah ein. Nach dem Dorf Zarnouski durchschneidet die Nationalstraße die geologischen Formationen des Zarnouski-Komplexes und des Tchouni-Komplexes. Sie verläuft weiter durch das Dorf Raffa und die Gemeindehauptorte Moa, Birni Kazoé und Kellé, wo links die Route 731 zum Gemeindehauptort Tesker abzweigt. Sie mündet schließlich in der Stadt Gouré in die N1.
Es handelt sich bei der N34 durchgängig um eine einfache Erdstraße.